# Karracsán-tornyok
A Karracsán-tornyok két mauzóleum, amelyek Kazvin közelében találhatóak, Irán északi részén. 1067-ben és 1093-ban épültek. Építőanyaguk égetett tégla.
Magasságuk 15 méter, átmérőjük 4 méter. Díszítésükben és szerkezeti kialakításuk során nagy szerepet kapott a geometrikus formavilág alkalmazása. A régebbi mauzóleumban egy lámpa található és belsejét freskók díszítik. A keleti torony 1067-68 körül, míg a nyugati torony 1093-ban épült. Mindkét torony tervezője Muhammad bin Makki al-Zanjani volt. Egyes feltételezések szerint a keleti tornyot Abu Sa'id Bijar síremlékeként építették, míg a nyugati torony Abu Mansur Iltayti végső nyughelyéül szolgál.
Mindkét torony egy-egy méltó példája a Szeldzsuk időszak építészeti stílusának.
A két torony jelentős károkat szenvedett el a 2002-es iráni földrengés során. Korábban, mintegy 900 éven keresztül nem sújtotta hasonló erejű földrengés ezt a vidéket.

## Fordítás
Ez a szócikk részben vagy egészben  a   Kharraqan towers című angol Wikipédia-szócikk ezen változatának fordításán alapul.  Az eredeti cikk szerkesztőit annak laptörténete sorolja fel. Ez a jelzés csupán a megfogalmazás eredetét és a szerzői jogokat jelzi, nem szolgál a cikkben szereplő információk forrásmegjelöléseként.